# Calamus melanochrous
Calamus melanochrous är en enhjärtbladig växtart som beskrevs av Karl Ewald Maximilian Burret. Calamus melanochrous ingår i släktet Calamus och familjen Arecaceae. Inga underarter finns listade i Catalogue of Life.